# Província de Morona-Santiago
Morona-Santiago és una de les 22 províncies de l'Equador, situada a la part sud de l'Amazònia equatoriana i dominada pels rius Morona i Santiago. La seva capital és Macas i té una població d'uns 85.000 habitants. Part de la província és el centre de les comunitats ètniques shuar i ashuar. La part sud de la província (al cantó de Gualaquiza) fou escenari dels combats de la guerra del Cenepa entre Equador i Perú (1995).
La província consta d'11 cantons (capital entre parètesi):
- Gualaquiza (Gualaquiza)
- Huamboya (Huamboya)
- Limón Indanza (General Leónidas Plaza)
- Logroño (Logroño)
- Morona (Morona)
- Pablo Sexto (Pablo Sexto)
- Palora (Palora)
- San Juan Bosco (San Juan Bosco)
- Santiago (Santiago)
- Sucúa (Sucúa)
- Taisha (Taisha)

## Patrimoni de la Humanitat
A la província s'hi troba el Parc Nacional del Sangay inscrit al Patrimoni de la Humanitat.